# No Name City (Wöllersdorf)

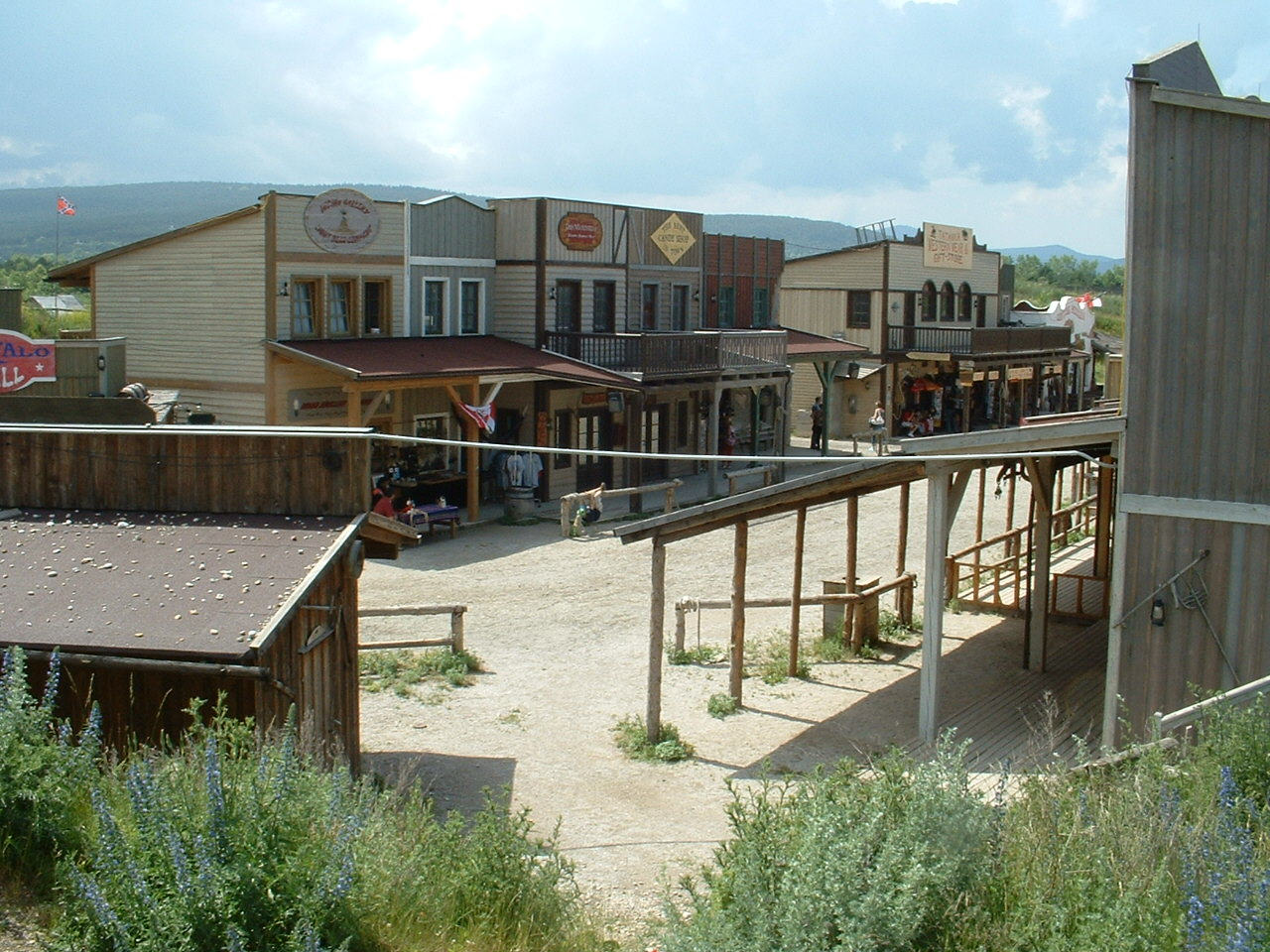
Blick auf die No Name City (2006)

Die No Name City („Namenlose Stadt“) war ein 130.000 m² großer Western-Erlebnispark in Wöllersdorf, Österreich.

## Geschichte
Der Stil der Stadt und ihre Gebäude orientieren sich am Stil westlicher US-Siedlungen des 19. Jahrhunderts und dem naiv-verklärten Bild der Fernseh- und Kino-Western. Zahlreiche Kulturprogramme – wie regelmäßige Vorträge und Vorführungen von amerikanischen Ureinwohnern – gewährten den Besuchern aber auch eine aufgeklärtere Sichtweise auf die Zeit der Kolonisierung Amerikas und die heutige Lebensweise der Indianerstämme in den USA und Kanada.
Die Baukosten betrugen 100 Millionen Schilling (7,3 Millionen Euro), die zu 90 Prozent von der EU, vom österreichischen Staat und vom Land Niederösterreich subventioniert wurden. Weiterer Investor war die Schoellerbank. Eröffnet wurde der Park am 31. März 2001 und bei Eintrittspreisen von 140 bzw. 80 Schilling übertraf man das Ziel von 200.000 Besuchern in der ersten Sommersaison um 12 Prozent.
Eineinhalb Jahre nach der Eröffnung der von Markus Gerauer errichteten und von Andreas Bruneder geführten Westernstadt übernahm Manfred Eschlböck den Erlebnispark mitsamt seinen Verbindlichkeiten für einen symbolischen Preis. Gleichzeitig wurde No Name City in „Pullman City“ umbenannt, um mit den deutschen Pullman-City-Parks im Bereich Marketing zusammenzuarbeiten. Der Pferdestall wurde renoviert und es entstanden neue Gebäude am östlichen Ende der "Main Street" und weitere Trapper-Hütten hinter dem "Silver Star Hotel", in denen auch genächtigt werden konnte. Zudem wurde in der Show-Arena ein Westernzirkus errichtet und es entstand ein kleiner Campingplatz am nördlichen Ende der Stadt. Nach nur einer Saison musste allerdings erneut Konkurs angemeldet werden. Ein neuer Inhaber fand sich 2004 im 28-jährigen Bernhard Negedly, der unter anderem auch die „Indian Dreams“ Westernshops führt und den Park schuldenfrei übernahm.
In den Medien war die Stadt im Jahr 2006 vor allem durch einen gleichnamigen Kinofilm präsent, der die Eigenheiten der Stadt und ihrer Besucher thematisiert, aber auch die Missstände des Managements der vergangenen Jahre.
2008 wurde No Name City vom 7. bis 20. Juni anlässlich der Fußball-Europameisterschaft 2008 zur 'Soccer City 08' umfunktioniert. Geboten wurden zusätzlich zu den bestehenden Attraktionen Videogroßbildprojektionen, Beachbars und weitere Fußball-bezogene Events. Kurz darauf wurde No Name City wegen finanzieller Probleme geschlossen.
Derzeit ist das Gelände im Privatbesitz und nicht öffentlich zugänglich. Manche Gebäude wie etwa die ehemalige Eisenbahnstation wurden schon abgerissen. Das Gelände wird aber weiterhin für Filmdrehs vermietet.

## Sehenswürdigkeiten waren

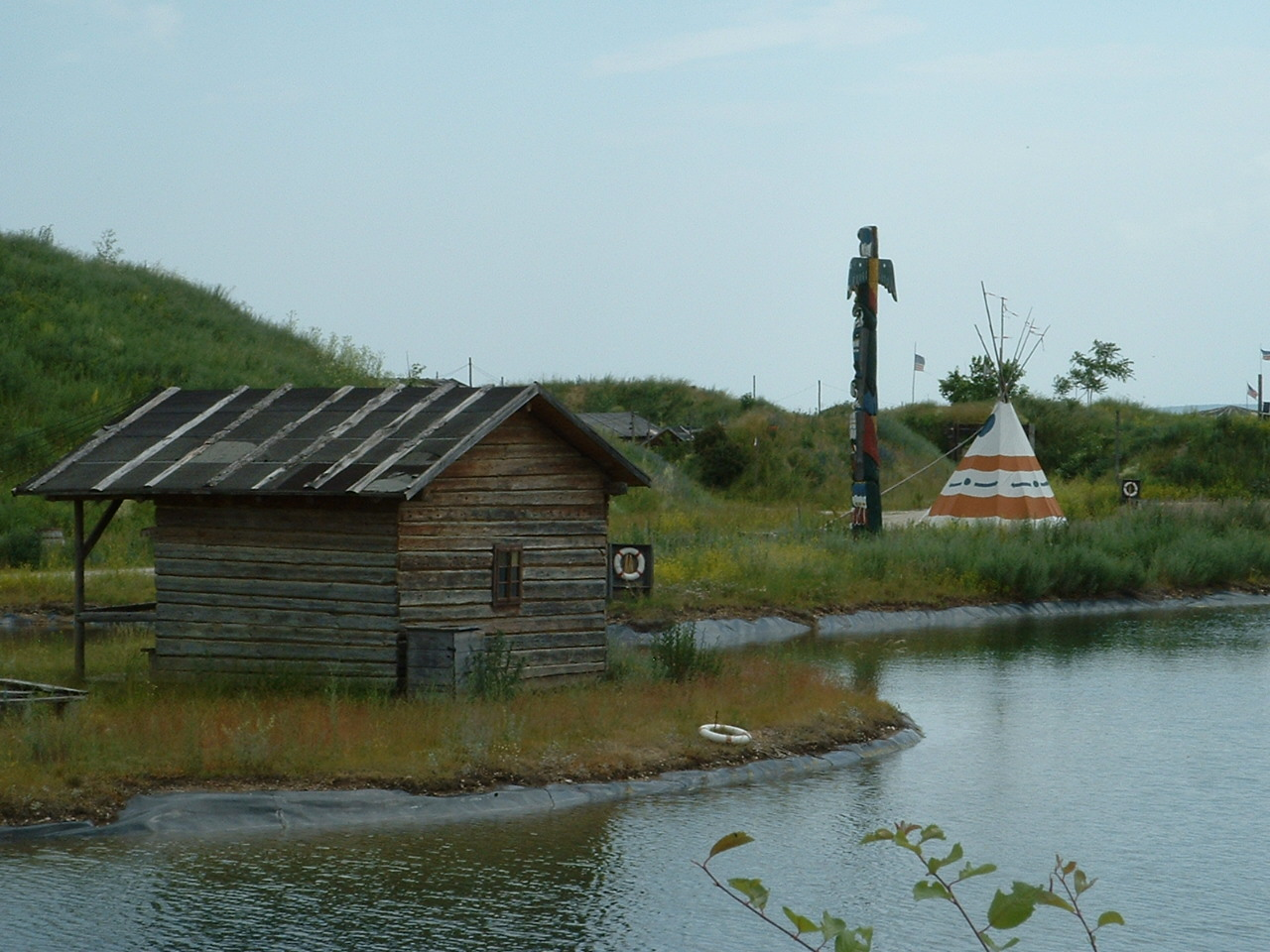
Der künstliche See (2006)

- Saloon, Coffee-Shop und mexikanisches Restaurant
- Wache des Sheriff mit Gefängnis
- Silver Star Hotel
- Zahlreiche Geschäfte mit themenbezogenen Waren
- Revolver-, Gewehr-, Tomahawk- und Bogen-Schießen
- Kanufahren auf einem künstlichen See
- Trapper-Hütten, Tipis und Bungalows in denen auch genächtigt werden kann
- Fahrten mit Postkutsche und Parkeisenbahn durch und um die Stadt
- Goldwaschen
- Pferde- und Pony-Reiten
- Bisongehege
- Westernshows und Linedancing

## Film

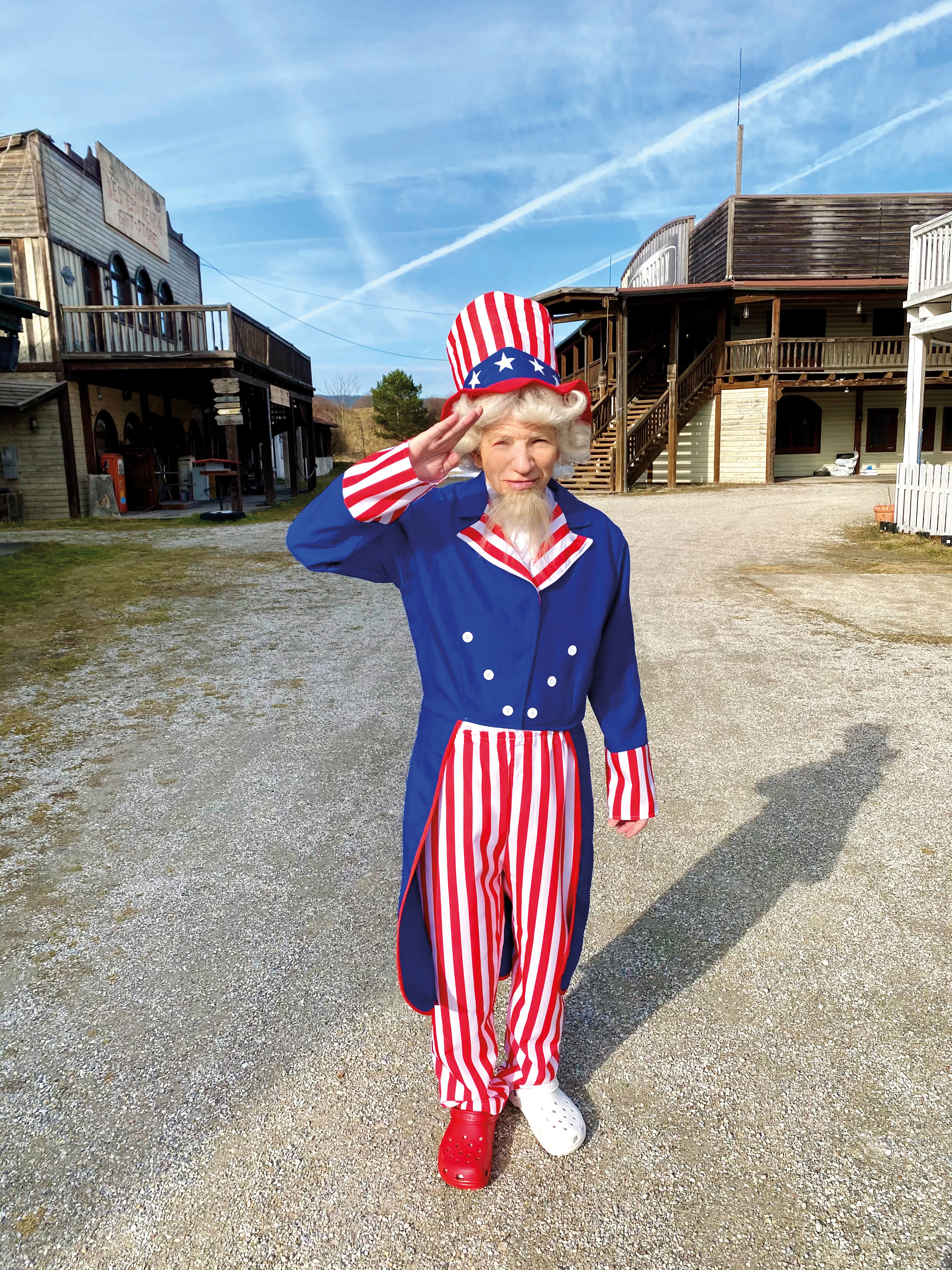
Max Grodénchik als Uncle Sam während der Dreharbeiten von Hacking at Leaves, No Name City, 2021

- 2006: No Name City, Dokumentarfilm, Regie: Florian Flicker
- 2024: Hacking at Leaves, Dokumentarfilm, Regie: Johannes Grenzfurthner